# ジャックあまののGO!GO!あまのじゃく
ジャックあまののGO!GO!あまのじゃく は、かつて山陽放送で放送されていたラジオ番組。

## 備考
- ジャックあまのという謎のパーソナリティーがコーナー別に送られてきたリスナーからのネタはがきを紹介する。
- 最初の1年のみ「TDKジャックあまののGO!GO!あまのじゃく」というタイトルだった。
- 1994年頃からノンスポンサーでの放送になった。
- 山陽放送ラジオは1992年10月5日からAMステレオ放送を開始したが、それ以降も当番組はしばらくの間モノラル放送だった。ステレオ放送に移行した際に、番組のタイトルコールやガラガラ抽選器の音がステレオ音声のものに一新された。
- 番組のオープニングBGMはスタートから終了まで一貫してザ・ベンチャーズ「レッツ・ゴー」、エンディングは「シング・シング・シング」が使用された。
- プロ野球期間中の中継延長時は、遅くても22:30-23:00もしくは22:30-22:45の15分に短縮されたことがあった。
- 1995年4月1日からは土曜日の深夜25:00-26:00に移行したが、その後再び元の放送枠に戻っている。
- ネタはがきが少ないコーナーは放送される回数が少なくなるため、「コーナー供養」によって打ち切られることがあった。
- 1989年には日本民間放送連盟賞のラジオ娯楽部門で優秀賞を受賞している。
- 1989年7月23日は第15回参議院議員通常選挙の開票特番放送のため深夜の放送にずれ込んだ。また1990年2月18日は第39回衆議院議員総選挙の開票特番を考慮して18:30からの前倒し放送となった。

## スタッフ
金魚鉢の向こうにいるスタッフは放送中に肉声が流れることは全くなかった。
- マリーナかぜの(1989年4月2日-1991年3月31日)

ネーミングの由来は渡辺満里奈の代表曲「マリーナの風」から。女性ディレクターだが、男っぽい名前なのと男性か女性かのフォローが一切なかったため、途中から聴き始めたリスナーの殆どが男性と思っていたが、あるリスナーの指摘によって女性と判明。本人の最終回では自ら出演し殊勲選手の発表とお別れの挨拶をした。
- 前田びわりん(1991年4月7日-1996年4月7日)

2代目女性ディレクター。名前は前田美波里より。女ヘッドという肩書きがついていた。声を聞きたがっているリスナーが多かったため、前任と同じく最終回の時に出演することを約束した。最終回には約束通り出演し、「栗ご飯」（エコー付）「さようなら」との二言だけ発した。

## ガラガラ抽選器
- ジャック曰く「一つしかないコーナー」で、タイトルコールとしてザ・コーナー出たとこ勝負と叫んだ後にガラガラ抽選器を回し、そこから出た玉によってやるコーナーを決めるという複雑なシステム。当番組には多くのコーナーがあるがそれを1回の放送ですべて行うのは不可能である。(一度だけそれを実行しようとしたことがあったが、時間の都合で実現に至らず。)このガラガラ抽選器により1回の放送におけるコーナーの数は平均で4つだった。

## 主なコーナー
ここでは番組最終回まで「コーナー供養」されずに続いたコーナーを挙げる。番組の最後で一気に紹介されたが、放送時間の都合で紹介されなかったこともあった。
- ちくりバトルロイヤル

リスナーからの色々なちくり事を紹介する。BGMは最初期のみ「007のテーマ」。それ以降は「大江戸捜査網のテーマ」。
- 万国すげえもんショー

色々な凄い物を紹介して「どうだすげえだろ！」と威張ってもらうコーナー。タイトルの由来は万国びっくりショーであり、その司会者である八木治郎に引っ掛けて、このコーナーのオープニングでジャックは「こんばんわ、メ〜〜〜〜治郎です。」と自己紹介していた。初期では古銭や珍しい商品が現物で送られていたが、次第にリスナーの凄い体験談が増えていった。
- 俳句・川柳

コーナーというよりも、インターミッションでハガキが1枚読まれる程度の扱いだが、2〜3回ほどコーナーとして放送されたことがある。
- 恋愛もの

リスナーの恋の体験談を紹介する。特にある女性リスナーと先生との長期にわたる恋愛劇がこのコーナーを支えた。90年8月〜91年1月の間は月第一週限定の内包企画としてコンピューター占いによる恋愛診断が募集された。
- 替え歌

初期は録音したカセットテープのみで受け付けていたが、ジャックが歌うということで歌詞だけでも受け付けた。こちらのコーナーとしての頻度は低い。
- ざけんな○○

1989年9月開始、コーナー独立からしばらくはインターミッションでハガキが1枚読まれる程度の扱いだったが、第2回コーナー供養以降は完全に1コーナーとして定着した。
- 告白タイム

1989年9月開始、当時「ねるとん」などで流行っていたようなものではなく、リスナーが犯してしまった過ちを告白するという、言わば懺悔に近いもの。
- もらい泣き

1989年9月開始、リスナーから一緒に泣いてもらいたいことを紹介するコーナー。BGMはさだまさし「防人の詩」、一時期「雪の降るまちを」が使われた。番組最終回の最後に放送されたコーナーである。
- 新コーナー設立建白書

リスナーが新しいコーナーを提案するコーナー。採用されたコーナー設立案は翌週から新コーナーとしてスタートさせた。ただ新コーナーを作るコーナーであるため、年に1回あるかないかという扱いだった。BGMは「竜馬がゆく」のテーマ。
- お世話になったあの方へ

1990年4月開始、リスナーが憎たらしい相手などに「お世話になりました」と皮肉を込めて言いたいことを紹介するコーナー。BGMは井上順之「お世話になりました」。
- 混乱!この前見た夢の話

1990年4月開始、リスナーが体験した夢の中で最も想像できないくらい凄い、または聞いた人が混乱してしまいそうな夢を紹介する。BGMは「夢の中へ」、提案者は井上陽水のバージョンを希望したにもかかわらずスタッフは初回で斉藤由貴のバージョンをかけてしまい、提案者の指摘で結局陽水に落ち着いた。
- 現代用語のウソ知識'9○

1990年4月開始、タイトルは現代用語の基礎知識より。9○にはそのとき放送されている年をコール（現代用語のウソ知識'91　など）。あらゆる単語の意味をフィクションの前提で紹介する。採用されたネタは既成のアルファベットに無理やり略したものが圧倒的に多かった。
- ちょっと待ったTV

1990年4月開始、テレビ番組やCMのおかしいところやお約束などを取り上げるコーナー。鍋島アナが初めてゲストに来た際に「サザエさん」に関する博識ぶりを披露したことからサザエさんネタに独占されていき、遂には彼がゲストの時しかコーナーはやらないという規定まで付けられた。
- ジャック＆マリーナかぜの→まえだビワリン、その他諸々の人の日記

1990年4月開始、マリーナの個人的意向でスタートさせたコーナー。奇しくも「新コーナー四天王」が始まった直後であり、リスナーの指摘で「新コーナー五目そば」に改題した。初期はジャックかマリーナのフィクションの日記を取り上げていたが、次第に著名人系の日記が増え、ついにはリスナーの日記を紹介するコーナーに落ち着いた。タイトルが長いので省略されて「日記のコーナー」とアナウンスされた。
- ギャラリーあまの

1991年4月開始、「そこはかとなく絵になりそうなもの」を紹介する。コーナーとして定着してしばらくは、ペンネームの後に「画伯」と付けていたが、言い忘れることが多かったため撤廃された。
- ジャック映画劇場

1991年4月開始、あらゆる映画(もちろんリスナーの想像)を実在のタイトルや配役などを用いつつウソの内容に仕立てて紹介する。コーナー開始当初ジャックは「ジャック映画劇場・洋画劇場」と呼んでいた。
- ジャックエンタープライズ
- 絵に描いたような嫌な出来事

## 打ち切られたコーナー
- こわい話

タイトルの通り、リスナーやその周辺が体験した怖い話を紹介するコーナー。BGMは回によって怪談話の定番曲とマンハッタン・トランスファー「トワイライト・トーン」のテーマのイントロに「サスペリア」のテーマをつなぎ合わせた曲の2通り使われていた。このコーナーの間は一切おちゃらけはなかったが、末期には含み笑いなどが目立った。1990年4月に行われた「第1回コーナー供養」で打ち切りが決定した。
- おまじない

様々なおまじないを紹介するコーナー。BGMは「乙女の祈り」。こちらも「第1回コーナー供養」にて打ち切れた。
- よくいるこんなやつ

よく身近にいる、あるいはいそうな奴を紹介。BGMは特に固定されておらず、リスナーからのリクエストや番組側で用意した曲を使っていた。番組側が用意した曲では「GORILLA」(サザンオールスターズ)、「ジェットストリーム浪漫飛行」(米米CLUB)、「Pi Po Pa」(浜口茂外也グループ)といったコアな選曲が占めていた。こちらも「第1回コーナー供養」にて打ち切れた。
- オパタリアン

当時のブームに乗っかったもので、タイトルの通りリスナーが見たオパタリアンを紹介する。こちらも「第1回コーナー供養」にて打ち切れたが、5ヶ月後にこわい話、よくいるこんなやつ共々「一日だけのコーナー復活祭」という企画で復活している。
- お前の秘密を知っている

1990年9月開始、あるリスナーが自分の引退記念に「新コーナー設立建白書」を通さずにスタートさせた。そのリスナーが提示したネタ例が放送できないなどといった悪条件からかハガキは少なく、のちに「コーナー供養」で打ち切られた。BGMは「スパイ大作戦のテーマ」。
- 今日は何の日?

1991年4月開始、○月○日がいったい何の日かをその日時の語呂合わせ形式で紹介する。
- ジャック教育委員会
- 英単語でラッタッタ

## その他のコーナー
- 今日の一曲

その名の通り曲をかけるコーナーで、リスナーからのリクエストや番組側が用意した曲などをかけていた。が、この番組の場合「あまのじゃく」のごとくリクエストを無視する傾向があり、著名歌手の大ヒット曲のリクエストが来た際はその歌手のあまり知られていないB級ソングや、マイナーなカヴァーがかかることがあった。(主な例として、Xの「紅」のリクエストに対し、"曲をかけるだけの時間がない"との理由でB面の「20センチュリー・ボーイ」をかけたり、舟木一夫の「高校三年生」のリクエストに対し「夢のハワイで盆踊り」をかけたり、小林旭の「自動車ショー歌」や「熱き心に」へのリクエストに対して「恋の山手線」や「宇宙旅行の渡り鳥」をかけていた。)また洋楽の扱いは最新ものは「サンデーベスト」が後に控えていた関係上NGとした。(M.C.ハマーの曲のリクエストが番組に寄せられた時はM.C.コミヤの「遣唐使です!!」でやり過ごしていた。)また曲名や歌手名を言い忘れるケースもままあり、UNICORNの「PTA〜光のネットワーク〜」をかけた週ではエンディングで半泣きで詫びを入れており、とんねるずの「骨の髄まで Rock&Roll」の時は直後のCM明けに曲のノリで曲名を紹介していた。
- 今月○月の星占い

番組1年目で毎月第1週目のみ行われたエンディングのコーナー。毎回「ジャックあまの川さらさらさらがお送りします。」というお約束のセリフがあった。BGMは「悲しき雨音」(歌手は不明)。
- 新コーナー三羽烏

1989年9月に新設されたコーナーの試用の場としてスタート。毎回4番目のコーナーとしてガラガラ抽選機なしで定期的に実施していたが、同年11月以降はガラガラ抽選機内のコーナーに組み込まれた。1990年2月に「もらい泣き」のコーナーの独立を機に消滅した。
- 年賀状紹介

新年最初の放送で、リスナーからの年賀状を紹介した。
- 苦しい時のジャック頼み

1990年の3月から放送された年1回の受験シーズン用企画。受験生リスナーからの合格を祈ってほしいというはがきに対し、ジャックは「皆さんが成功、合格、成就いたしますように」と祈願した。しかし、次第に「素敵な彼氏が見つかりますように」といった受験以外のことでも祈ってほしいというはがきも来るようになった。なおこの企画に投稿したリスナーのみ、原則として賞品は贈らなかった。
- 新コーナー四天王

「1990年4月に新設されたコーナーの試用の場としてスタート。こちらもガラガラ抽選機なしで定期的に実施していた。
- 新コーナー五目そば

「新コーナー四天王」開始直後に「日記」のコーナーをスタートしたため、あるリスナーの指摘と提案で「日記」と「新コーナー四天王」内のコーナーを合わせる形で改題された。しかし時間の都合でコーナー全部が放送できないなどの理由から結局全コーナーを独立させて自然消滅した。
- ちゃんめんクイズ

月1回限定コーナー。スポンサーだった長崎ちゃんめんの店舗をジャック自ら取材、そこで食しているメニューが何なのかを三択形式で当てる。正解者の中から抽選でお食事券がプレゼントされた。
- 新コーナー新三羽烏

1991年4月に新設されたコーナーの試用の場としてスタート…という形だったが、実施されることはなく、自然消滅した。
- 短句

つボイノリオが提唱した、7文字に近い言葉で表現するという世界最小の定型詩。ジャックが自分の苦い体験を歌ったところ反響が大きかったため、リスナーから短句を募集し紹介した時期があった。

## 殊勲選手
- 番組の最後で、面白いネタはがきを書いたリスナーには賞品が贈られた。1年目では「今週のテープ獲得者発表」とし、賞品はスポンサーのTDKのカセットテープだった。読まれたリスナー全員に1本、殊勲選手には2本、さらに最も面白いネタには最高殊勲選手として3本というシステムだった。カセットの種類は月変わりだった。2年目以降は「いいもの」と称した番組の特製グッズなどに変更された。ゲストが来た回ではたまに「○○(ゲストの名前)賞」が特別に設けられており、中には「よくいるこんなやつ」のBGM希望曲のリクエストはがきに書いてあったイラストを見て琴線に触れたゲストが、投稿したリスナーに森山良子の曲のレコードを1枚進呈したことがあった。4年目からは毎週1名、MVPとして遊コンのテレホンカードが贈られていたが、スポンサーの降板後は該当者なしの状況が続き、いつの間にかMVPのシステム自体もなくなった。「星占い」のコーナーがある回では前倒しで行われた。
- 時折時間の都合で翌週に発表することが多々あった。

## 番組によく出演した人
この番組に出演したゲストや準レギュラーは皆得体の知れない人物として紹介されており、番組のカルト的人気に拍車をかけた。
- 鍋島昭茂アナウンサー

1990年の7月に初登場。1991年頃から、RSKテレビの日曜深夜のスポーツニュース番組の担当になったため、ゲスト出演の機会が減少する。
- めにくまお

番組1年目のゲストコーナーのリポーターとして出演した自称・芸能リポーター
- スクールメイツン先生

当時鍋島アナがパーソナリティーを務めていた「ヒッツ'90」のディレクター
- ナンバー情報部員

放送中ジャックに対し色々とチクリを入れる担当。ピンクレディーのヒット曲・CMソングをリミックスしたオリジナルメドレー曲「究極のピンクレディースペシャル」を製作した。

## 補足
- 番組に投稿するリスナーは原則としてペンネームで呼ばれており、本名しか書いてない場合は必ずというわけではないが採用されなかった。(ただ匿名希望と書いてある場合は読まれていた。)
- だがそのためにペンネームだけ書いて本名書かなかったリスナーも続出し、その度にジャックが「賞品送れないのでちゃんと本名も書くように。」と指摘していた。
- パーソナリティのジャックは英語が苦手だったのに対し漢字に関してはうるさく、リスナーのはがきに誤字を見つけると読んでいる最中に正しい字を指摘する場面も多かった。
- はがきのストックが少なかった時期もあり、ジャックはその状況を「異常渇水」に引っ掛けて「渇ネタ状態」と呼んでいた。
- 採用されたはがきの中に盗作があったと指摘されるとその週から長期にわたり盗作を撲滅するキャンペーンを実施しており、それがきっかけで1年目においては採用者全員に差し上げていたカセットテープを一部のリスナーに限定したこともあった。

ちなみに盗作の投稿者にも賞品は送られなかった。

## ノベルティ
- タオル
  - ジャックあまのが気に入ったお便り・ネタにプレゼントされた。